# Limenitis mata
Limenitis mata är en fjärilsart som beskrevs av Moore 1858. Limenitis mata ingår i släktet Limenitis och familjen praktfjärilar. Inga underarter finns listade i Catalogue of Life.